# Vingård

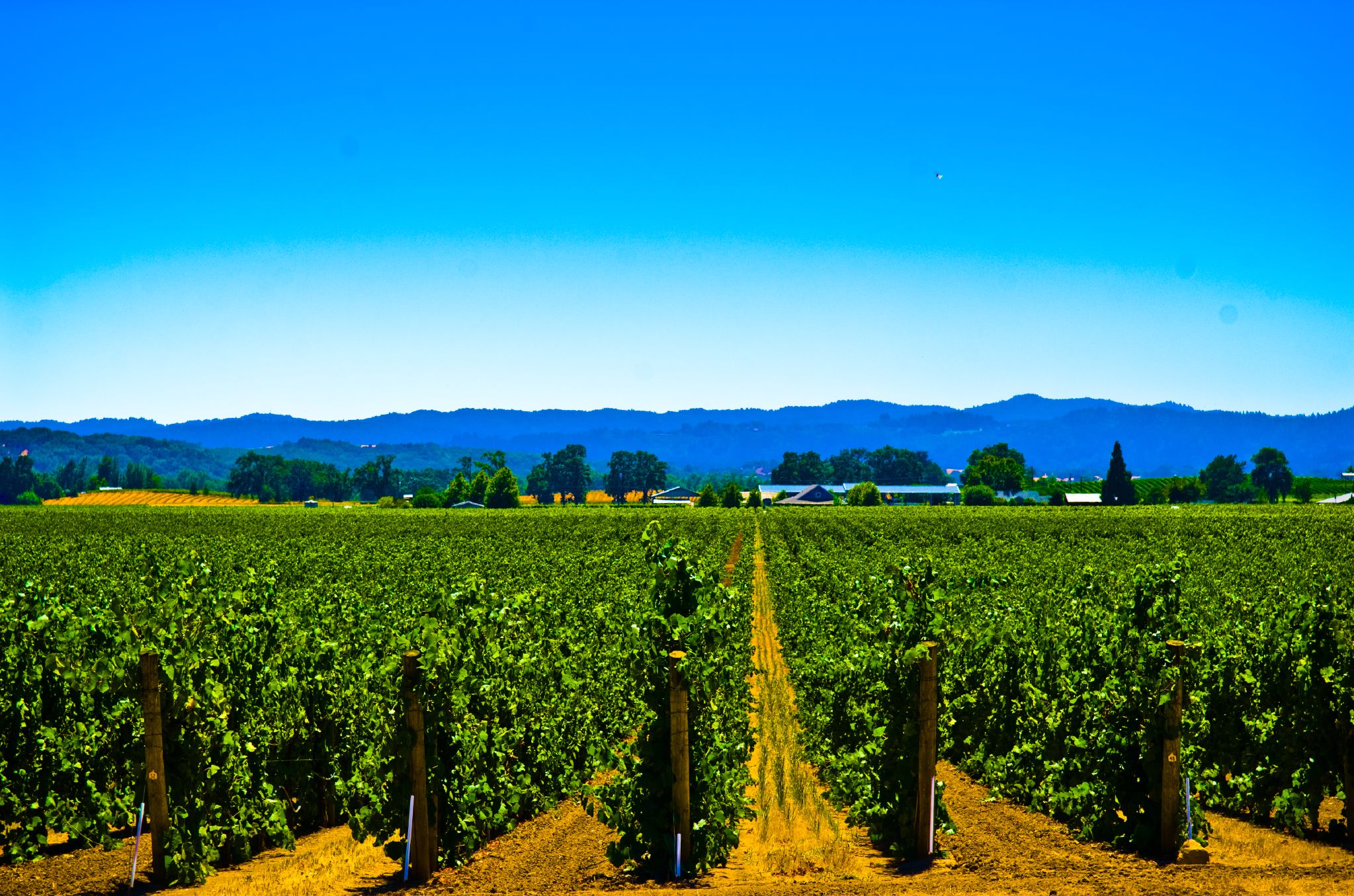
En vingård i Alexander Valley i Kalifornien.

En vingård är en plantering där druvor odlas, i syfte att användas för vinframställning. En vingård kan utgöras av allt från en småodling, till vinfält på flera hundra hektar.
En del vingårdsanläggningar har ett eget vineri där det framställs vin från odlingarna, medan andra anläggningar endast odlar och skördar druvor, för att sedan låta druvorna fraktas till ett vineri på annan plats, där själva vinframställningen görs. 